# بندایرانز دو توکانتینس
بندایرانز دو توکانتینس (به پرتغالی: Bandeirantes do Tocantins) یک منطقهٔ مسکونی در برزیل است که در توکانتینس واقع شده‌است. بندایرانز دو توکانتینس ۱٬۵۴۲ کیلومتر مربع مساحت و ۳٬۵۹۲ نفر جمعیت دارد.